# Ministère du Tourisme et de l'hôtellerie
 (signalé en juillet 2025).
Si vous disposez d'ouvrages ou d'articles de référence ou si vous connaissez des sites web de qualité traitant du thème abordé ici, merci de compléter l'article en donnant les références utiles à sa vérifiabilité et en les liant à la section « Notes et références ».
- Archive Wikiwix
- Bing
- Cairn
- DuckDuckGo
- E. Universalis
- Gallica
- Google
- G. Books
- G. News
- G. Scholar
- Persée
- Qwant
- (zh) Baidu
- (ru) Yandex

Le ministère du tourisme et de l'hôtellerie est un ministère guinéen dont le ministre est Mahamadou Abdoulaye Diallo.

## Titulaires depuis 2025
| Nom | Nom                        | Dates du mandat | Dates du mandat | Gouvernement(s) |
| --- | -------------------------- | --------------- | --------------- | --------------- |
|     | Mahamadou Abdoulaye Diallo | 29/7/2025       | En cours        | Bah Oury        |